# Día Nacional del Donante Voluntario de Sangre (Uruguay)
El Día Nacional del Donante Voluntario de Sangre se celebra en Uruguay cada 12 de noviembre, desde 1992; ese año, la fecha coincidió con el quincuagésimo aniversario de los bancos de sangre de la Facultad de Medicina (Universidad de la República) y el Ministerio de Salud Pública. La fecha fue instituida por decreto del Poder Ejecutivo del 8 de septiembre de 1992, y tiene como finalidad «incentivar la sensibilización en los habitantes del país para obtener una mayor concurrencia de donantes».